# ミニャーノ・モンテ・ルンゴ
ミニャーノ・モンテ・ルンゴ（伊: Mignano Monte Lungo）は、イタリア共和国カンパニア州カゼルタ県にある、人口約3,000人の基礎自治体（コムーネ）。

## 地理

### 位置・広がり

#### 隣接コムーネ
隣接するコムーネは以下の通り。括弧内のFRはフロジノーネ県、ISはイゼルニア県（モリーゼ州）所属を示す。
- コンカ・デッラ・カンパーニア
- ガッルッチョ
- プレゼンツァーノ
- ロッカ・デヴァンドロ
- サン・ピエトロ・インフィーネ
- サン・ヴィットーレ・デル・ラーツィオ (FR)
- セスト・カンパーノ (IS)
- ヴェナフロ (IS)

### 気候分類・地震分類
ミニャーノ・モンテ・ルンゴにおけるイタリアの気候分類 (it) および度日は、zona C, 1318 GGである。
また、イタリアの地震リスク階級 (it) では、zona 2 (sismicità media) に分類される。

## 行政

### 分離集落
ミニャーノ・モンテ・ルンゴには、以下の分離集落（フラツィオーネ）がある。
- Annolise, Campozillone, Caspoli, Moscuso